# Џејн Кемпион
Џејн Кемпион (енгл. Jane Campion; Велингтон, 30. април 1954) новозеландска је редитељка, сценаристкиња и продуценткиња.
Освојила је Оскара за најбољи оригинални сценарио за филм Клавир из 1993. године, а била је номинована за исту награду у категорији Најбоља режија чиме је постала друга од четири жене номиноване за ово признање. Исти филм донео јој је Златну палму на Филмском фестивалу у Кану, а тренутно је једина жена у историји која је освојила ову награду.
Међу пројектима које је режирала након успеха са Клавиром истиче се филм Светла звезда из 2009. године и мини-серија На површини језера, која је била номинована за награде Еми и Златни глобус за најбољу мини-серију.